# Guus Haak
Augustinus Wilhelmus (Guus) Haak (Den Haag, 17 april 1937) is een voormalig Nederlands voetballer. De verdediger kwam onder andere uit voor ADO en Feyenoord en speelde veertien interlands voor het Nederlands elftal. Haak begon zijn voetballoopbaan als middenvelder.

## Loopbaan
Guus Haak voetbalde in zijn jeugd voor VCS uit Den Haag. Hij maakte in 1956 zijn profdebuut voor ADO. Met deze ploeg was hij in 1959 en 1963 verliezend finalist in het toernooi om de KNVB beker. In dat laatste seizoen was Ernst Happel zijn trainer. Als ADO-speler maakte hij op 11 november 1962 onder bondscoach Elek Schwartz zijn debuut in het Nederlands elftal, in een met 3-1 gewonnen wedstrijd tegen Zwitserland. In de zomer van 1963 werd hij na langdurige onderhandelingen voor 175.000 gulden overgenomen door Feyenoord. Dit was de duurste transfer van het jaar.
Ook voor Feyenoord speelde Haak zeven seizoenen. In 1965 en 1969 won hij met Feyenoord zowel de KNVB beker als het landskampioenschap. Tot in 1965 speelde Haak veertien interlands voor het Nederlands elftal. In 1969 werd hij bij Feyenoord herenigd met zijn vroegere ADO-trainer Ernst Happel. Het werd een memorabel seizoen waarin de ploeg de eerste Nederlandse winnaar van de Europacup I werd. In de finale tegen Celtic FC viel Haak in de verlenging in voor Piet Romeijn.
Na dit seizoen vertrok Haak bij Feyenoord om nog een jaar bij Holland Sport te spelen. Na zijn voetbalcarrière was hij onder meer trainer van de voormalige profclub DHC uit Delft. In 1983 en 1985 werd Haak met DHC algeheel zondagkampioen in het Nederlands amateurvoetbal. Voor ADO Den Haag was Haak tussen 1999 en 2001 hoofdscout.
Op 4 januari 2011 verloor Haak zijn boezemvriend Coen Moulijn aan een herseninfarct. Haak sprak in diverse media mooie woorden over de legendarische linksbuiten. Bij de gemeenteraadsverkiezingen 2014 was Haak lijstduwer voor de Lijst Hilbrand Nawijn in Zoetermeer.

## Erelijst
| Competitie     |           |                  |           |           |
| Competitie     | Aantal    | Jaren            |           |           |
| Feyenoord      | Feyenoord | Feyenoord        | Feyenoord | Feyenoord |
| -------------- | --------- | ---------------- | --------- | --------- |
| Internationaal |           |                  |           |           |
| Europacup I    | 1x        | 1969/70          |           |           |
| Intertoto Cup  | 2x        | 1967, 1968       |           |           |
| Nationaal      |           |                  |           |           |
| Eredivisie     | 2x        | 1964/65, 1968/69 |           |           |
| KNVB beker     | 2x        | 1964/65, 1968/69 |           |           |

Als trainer
| Hoofdklasse (zondag) | 2x | 1982/83, 1984/85 |